# Carl Friedrich Berg
Carl Friedrich Berg (* 25. Februar 1774 in Herrenberg; † 21. Mai 1835 in Stuttgart) war ein deutscher Pharmazeut. Er ging von 1788 bis 1792 in Herrenberg in der Apotheke von Christian Gottlieb Gmelin in die Lehre. 

## Leben
Er war anschließend ein Jahr in Schwäbisch Hall und vier Jahre in Ludwigsburg Geselle. Sein Apothekerexamen legte er 1798 in Tübingen ab. 1798 kaufte er die Apotheke in Leonberg und wurde dort 1819 zum Stadtschultheiß ernannt. Bereits 1820 legte er sein Amt nieder, um sich seinen beruflichen Geschäften mehr widmen zu können. Im Jahr 1821 kaufte er die Bindersche Apotheke und war bis zu seinem Tod deren Besitzer.
In Leonberg befasste sich Carl Friedrich Berg mit dem Anbau von Arzneipflanzen. Diese Tätigkeit war bisher in Württemberg noch nicht weit verbreitet. Gemeinschaftlich mit den Apothekern Binder und Rühle gründete er den Württembergischen Apothekenverein. Dieser ging aus einer von ihm geleiteten Pharmazeutischen Lesegesellschaft, die 1815 in Stuttgart gegründet wurde, hervor.
In der Nähe von Stuttgart gründete er 1829 eine Essigfabrik, die nach einer von ihm verbesserten Methode arbeitete. Er versuchte Kartoffelpolenta zu verbreiten, setzte sich in der Gemeinde für die Einrichtung von öffentlichen Backöfen ein und errichtete mit seinem Sohn zusammen eine Rübenzuckerfabrik.